# کورتیس سی‌دبلیو-۲۲
کورتیس سی‌دبلیو-۲۲ (به انگلیسی: Curtiss-Wright_CW-22) یک هواگرد ملخ‌پیشین تک‌موتوره از نوع آموزشی ساخت شرکت Curtiss-Wright Corporation است. هواگرد کورتیس سی‌دبلیو-۲۲ نخستین پروازش را در ۱۹۴۰ میلادی انجام داد. این هواگرد در سال ۱۹۴۲ میلادی رسماً معرفی گردید. در مجموع، تعداد ۴۴۲ فروند از این هواگرد ساخته شده‌است.